# Rheinbrücke Feuerthalen
Die Rheinbrücke Feuerthalen ist eine eingleisige Schweizer Eisenbahnbrücke der Seelinie. Das Bauwerk aus dem Jahre 1895 überspannt zwischen Feuerthalen und Schaffhausen den Rhein bei Kilometer 44,310.

## Geschichte
Der Bau der Bahnstrecke zwischen Etzwilen und Feuerthalen wurde 1870 beschlossen, die Eröffnung durch die Schweizerische Nordostbahn (NOB) war am 1. November 1894. Der Abschnitt zwischen Feuerthalen und dem Bahnhof Schaffhausen wurde am 2. April 1895 nach Fertigstellung des Emmersbergtunnels und der Rheinbrücke in Betrieb genommen.
Der in Schaffhausen nördlich der Rheinbrücke liegende 760 Meter lange Emmersbergtunnel war 1893 in Angriff genommen worden. Die Arbeiten am Tunnel verzögerten sich aufgrund von Wassereinbrüchen und einem Tagbruch aber bis 1895. Die Rheinbrücke wurde zwischen 1894 und 1895 unter der Leitung des Oberingenieurs Robert Moser errichtet und hatte schon damals einen durchlaufenden Schottertrog.
1954 wurde der Flusspfeiler saniert und 1964 der Schottertrog erneuert. Zwischen den Jahren 2003 und 2005 folgte eine Instandsetzung der Viadukte mit Einbau eines neuen, 6,6 Meter breiten Schottertroges aus Stahlbeton. Die Kosten betrugen 4,7 Millionen Franken.

## Konstruktion

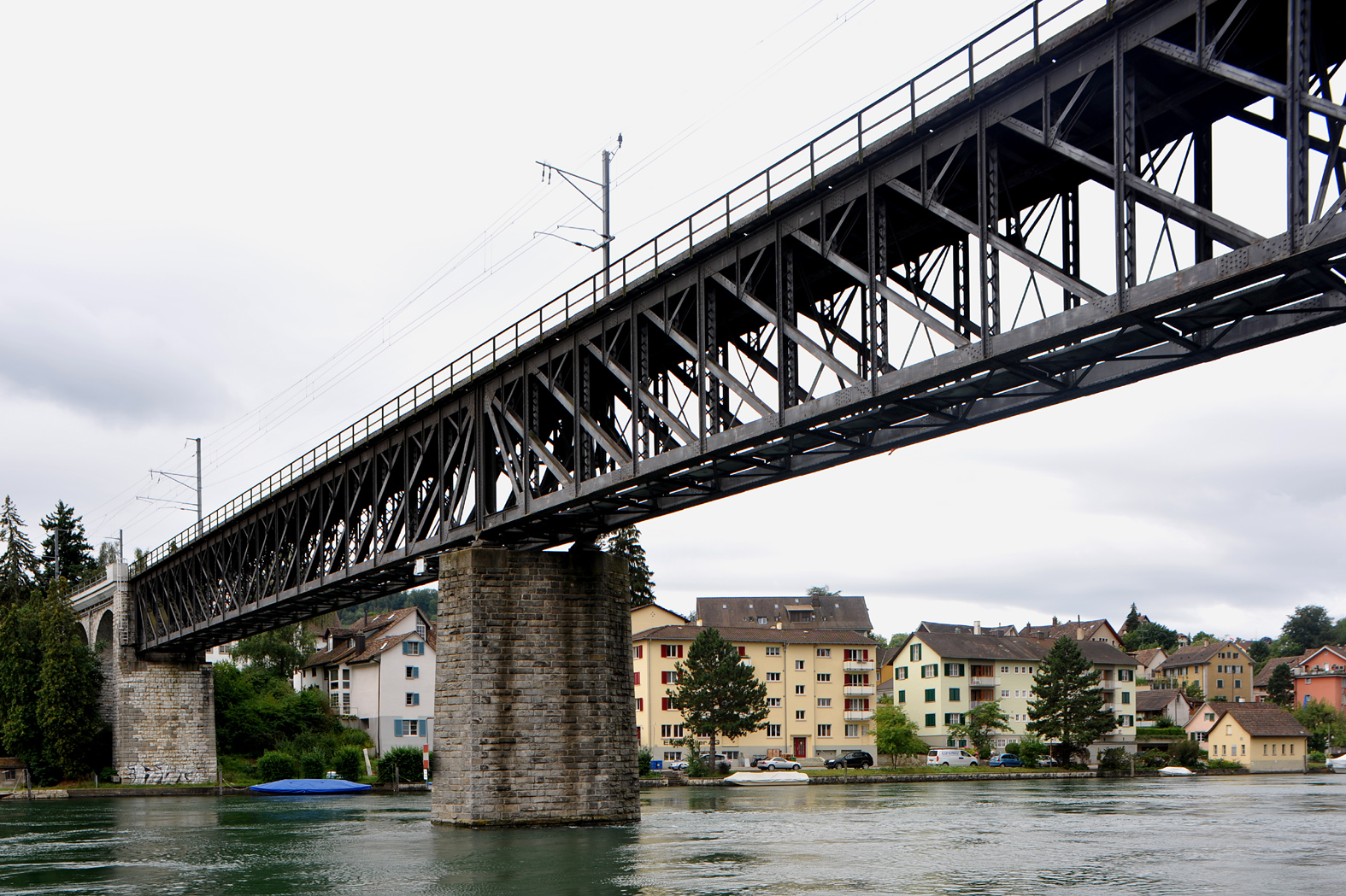
Strombrücke

Der 262 Meter lange Brückenzug besteht aus gemauerten Bogenviadukten auf beiden Rheinseiten und aus einem Stahlfachwerkträger mit zwei Öffnungen als Strombrücke mit einem gemauerten Mittelpfeiler im Rhein.
Der 112 Meter lange, genietete Fachwerkträger aus Schweisseisen besitzt parallele Gurte und eine Höhe von 6 Metern. Er überspannt mit zwei gleich langen Öffnungen im schiefen Winkel den Rhein. Die Konstruktion lieferte das Unternehmen Bosshard & Cie. aus Näfels. Die Montage erfolgte mit Hilfe eines Holzgerüstes, das im Rhein auf Pfahljochen gegründet war. Bei einer späteren Verstärkung wurde das Fachwerk durch den zusätzlichen Einbau von Pfosten in das heutige doppelte Ständerfachwerk umgebaut.
Der sechseckige Pfeiler in der Flussmitte besteht aus gemauerten Natursteinen. Er weist oben einen Querschnitt mit den Abmessungen 2,4 × 7,4 Meter auf, die sich nach unten im Verhältnis 1:50 vergrössern und steht auf einem 4,3 × 9,0 Meter grossen Betonfundament, das 7 Meter tief in die Flusssohle einbindet.
Die beiden gemauerten Viadukte bestehen ebenfalls aus Natursteinen, wobei im Innern die Gewölbe und Kämpfer mit Bruchsteinmauerwerk ausgeführt sind. Das mit dem Widerlager der Flussbrücke 97 Meter lange und 5,2 Meter breite Viadukt Schaffhausen besitzt acht Gewölbeöffnungen, von denen sieben lichte Weiten zwischen 9,0 und 9,6 Meter aufweisen. Das Gewölbe über der Fischerhäuserstrasse spannt 13,0 Meter weit. Die Höhe des Bauwerks über dem Gelände schwankt zwischen 4 und 17 Metern. Das Viadukt Feuerthalen ist einschliesslich des Widerlagers der Flussbrücke 66 Meter lang. Es hat sechs Gewölbeöffnungen mit lichten Weiten von 8,4 Metern und Pfeiler mit Breiten zwischen 1,86 und 1,40 Metern. Die Höhe des Bauwerks, das im Grundriss mit einem Radius von 400 Metern gekrümmt ist, schwankt zwischen 6 und 15 Metern über dem Gelände.